# Élections régionales belges de 1999
Les élections régionales de 1999 en Belgique ont eu lieu le 13 juin 1999.
299 sièges étaient à pourvoir dans les 4 parlements régionaux et/ou communautaires :
- 124 députés au Conseil flamand
- 75 députés au Conseil de la Région wallonne
- 75 députés au Conseil de la Région de Bruxelles-Capitale
- 25 députés au Parlement de la Communauté germanophone de Belgique.

## Résultats par région

### Conseil de la Région de Bruxelles-Capitale
| Tête de liste                   | Tête de liste                   | Liste                           | Résultats                       | Résultats                       | Sièges |
| Tête de liste                   | Tête de liste                   | Liste                           | #                               | %                               | #      |
| ------------------------------- | ------------------------------- | ------------------------------- | ------------------------------- | ------------------------------- | ------ |
| Groupe linguistique français    | Groupe linguistique français    | Groupe linguistique français    | Groupe linguistique français    | Groupe linguistique français    | 64     |
|                                 | Armand De Decker                | PRL-FDF                         | 146 845                         | 40,1                            | 27     |
|                                 | Évelyne Huytebroeck             | ECOLO                           | 77 969                          | 21,29                           | 14     |
|                                 | Magda De Galan                  | PS                              | 68 307                          | 18,65                           | 13     |
|                                 | Benoît Cerexhe                  | PSC                             | 33 815                          | 14,08                           | 6      |
|                                 | Daniel Féret                    | FN                              | 11 204                          | 3,06                            | 2      |
|                                 | Albert Mahieu                   | VIVANT                          | 6 431                           | 1,8                             | 1      |
|                                 | Marguerite Bastien              | FNB                             | 5 528                           | 1,51                            | 1      |
| Groupe linguistique néerlandais | Groupe linguistique néerlandais | Groupe linguistique néerlandais | Groupe linguistique néerlandais | Groupe linguistique néerlandais | 11     |
|                                 | Johan Demol                     | Vlaams Blok                     | 19 310                          | 31,89                           | 4      |
|                                 | Jos Chabert                     | CVP                             | 14 284                          | 23,59                           | 3      |
|                                 | Annemie Neyts                   | VLD-VUO                         | 13 729                          | 22,68                           | 2      |
|                                 | Rufin Grijp                     | SP-Agalev                       | 13 223                          | 21,84                           | 2      |
| Inscrits                        | Inscrits                        | Inscrits                        | 544 044                         | 100,00                          |        |
| Votants                         | Votants                         | Votants                         | 448 839                         | 82,5                            |        |
| Blancs et nuls                  | Blancs et nuls                  | Blancs et nuls                  | 22 098                          | 4,9                             |        |
| Votes valables                  | Votes valables                  | Votes valables                  | 426 741                         |                                 |        |

### Conseil flamand
| Chef de file (circonscription) | Chef de file (circonscription)           | Liste          | Résultats | Résultats | Sièges | Sièges | Sièges | Sièges | Sièges | Sièges | Sièges |
| Chef de file (circonscription) | Chef de file (circonscription)           | Liste          | #         | %         | Anv    | Br.Fl. | Fl.Oc. | Fl.Or. | Lim    | MBCF   | TOTAL  |
| ------------------------------ | ---------------------------------------- | -------------- | --------- | --------- | ------ | ------ | ------ | ------ | ------ | ------ | ------ |
|                                | Luc Van den Brande (Malines-Turnhout)    | CVP            | 857 732   | 22,1      | 7      | 4      | 7      | 6      | 4      | 2      | 30     |
|                                | Karel De Gucht (Saint-Nicolas-Termonde)  | VLD            | 855 867   | 22,0      | 7      | 5      | 5      | 7      | 3      |        | 27     |
|                                | Filip Dewinter (Anvers)                  | Vlaams Blok    | 603 345   | 15,5      | 8      | 3      | 2      | 5      | 2      | 2      | 22     |
|                                | Steve Stevaert (Hasselt-Tongres-Maaseik) | SP             | 582 419   | 15,0      | 4      | 3      | 4      | 4      | 4      | 1      | 20     |
|                                | Vera Dua (Gand-Eeklo)                    | AGALEV         | 451 361   | 11,6      | 4      | 2      | 2      | 3      | 1      |        | 12     |
|                                | Johan Sauwens (Hasselt-Tongres-Maaseik)  | VU-ID          | 359 226   | 9,3       | 3      | 2      | 2      | 3      | 1      | 1      | 12     |
|                                | Christian Van Eyken (Brabant flamand)    | UF             | 36 683    | 0,9       |        | 1      |        |        |        |        | 1      |
| Inscrits                       | Inscrits                                 | Inscrits       | 4 471 695 | 100,00    |        |        |        |        |        |        |        |
| Votants                        | Votants                                  | Votants        | 4 121 933 | 92,2      |        |        |        |        |        |        |        |
| Blancs et nuls                 | Blancs et nuls                           | Blancs et nuls | 238 749   | 5,8       |        |        |        |        |        |        |        |
| Votes valables                 | Votes valables                           | Votes valables | 3 883 184 |           |        |        |        |        |        |        |        |

### Conseil de la Région wallonne
| Chef de file (circonscription) | Chef de file (circonscription)  | Liste          | Résultats | Résultats | Sièges | Sièges | Sièges | Sièges | Sièges | Sièges | Sièges | Sièges | Sièges | Sièges | Sièges | Sièges | Sièges | Sièges |
| Chef de file (circonscription) | Chef de file (circonscription)  | Liste          | #         | %         | AB     | C      | DP     | H      | L      | M      | N      | NV     | Ni     | S      | Th     | TA     | V      | total  |
| ------------------------------ | ------------------------------- | -------------- | --------- | --------- | ------ | ------ | ------ | ------ | ------ | ------ | ------ | ------ | ------ | ------ | ------ | ------ | ------ | ------ |
|                                | JC Van Cauwenberghe (Charleroi) | PS             | 560 867   | 29,44     |        | 3      | 1      | 2      | 5      | 3      | 2      |        | 1      | 2      | 2      | 2      | 2      | 25     |
|                                | Serge Kubla (Nivelles)          | MR             | 470 454   | 24,69     | 2      | 2      | 1      | 1      | 4      | 1      | 1      | 1      | 3      | 1      | 1      | 2      | 1      | 21     |
|                                | André Antoine (Nivelles)        | CdH            | 325 229   | 17,07     | 1      | 2      | 1      |        | 2      | 1      | 1      | 1      | 1      | 1      |        | 1      | 2      | 14     |
|                                | Philippe Defeyt                 | ECOLO          | 347 225   | 18,22     |        | 2      |        | 1      | 3      | 1      | 2      |        | 2      |        |        | 2      | 1      | 14     |
|                                |                                 | FN             | 75 262    | 3,95      |        | 1      |        |        |        |        |        |        |        |        |        |        |        | 1      |
|                                |                                 | Vivant         | 46 099    | 2,42      |        |        |        |        |        |        |        |        |        |        |        |        |        |        |
| Inscrits                       | Inscrits                        | Inscrits       | 2 301 411 | 100,00    |        |        |        |        |        |        |        |        |        |        |        |        |        |        |
| Votants                        | Votants                         | Votants        | 2 079 561 | 90,36     |        |        |        |        |        |        |        |        |        |        |        |        |        |        |
| Blancs et nuls                 | Blancs et nuls                  | Blancs et nuls | 174 322   | 8,38      |        |        |        |        |        |        |        |        |        |        |        |        |        |        |
| Votes valables                 | Votes valables                  | Votes valables | 1 905 239 |           |        |        |        |        |        |        |        |        |        |        |        |        |        |        |

AB Arlon-Marche-Bastogne C Charleroi DP Dinant-Philippeville HW Huy-Waremme L Liège M Mons 
N Namur NV Neufchâteau-Virton Ni Nivelles S Soignies Th Thuin TA Tournai-Ath-Mouscron V Verviers

### Conseil de la Communauté germanophone
| Tête de liste  | Tête de liste  | Liste          | Résultats | Résultats | Sièges |
| Tête de liste  | Tête de liste  | Liste          | #         | %         | #      |
| -------------- | -------------- | -------------- | --------- | --------- | ------ |
|                |                | CSP            | 12 822    | 34,78     | 9      |
|                |                | PFF MR         | 7 860     | 21,32     | 6      |
|                |                | SP             | 5 519     | 14,97     | 4      |
|                |                | PJU-PDB        | 4 739     | 12,86     | 3      |
|                |                | ECOLO          | 4 694     | 12,73     | 3      |
|                |                | VIVANT         | 1 228     | 3,33      | 0      |
| Inscrits       | Inscrits       | Inscrits       | 45 173    | 100,00    |        |
| Votants        | Votants        | Votants        | 40 649    | 89,99     |        |
| Blancs et nuls | Blancs et nuls | Blancs et nuls | 3 787     | 9,32      |        |
| Votes valables | Votes valables | Votes valables | 36 862    |           |        |